# Lena Georgescu
Pour les articles homonymes, voir Georgescu.
Lena Georgescu est une joueuse d'échecs suisse née le 18 septembre 1999 à Berne. Double championne de Suisse, elle a le titre de  maître international féminin depuis 2020.
Au 1er juin 2017, elle est la deuxième joueuse suisse (derrière Alexandra Kosteniouk) avec un classement Elo de 2 315 points.

## Biographie
Lena Georgescu naît en 1999. Son père, venu en Suisse dans les années 1990, est roumain et dirige une clinique psychiatrique ; sa mère, une Suissesse, est chercheuse en sciences sociales et travaille dans le domaine de l'exécution des peines. Elle a un frère cadet. 
Elle est étudiante en informatique à l'Université de Berne. 

## Parcours aux échecs
Elle apprend à jouer aux échecs à l'âge de cinq ans avec son père. Elle adhère à son premier club d'échecs à l'âge de neuf ans. 
Elle est championne de Suisse en juillet 2017 et juillet 2022. 
Elle représente la Suisse lors des trois olympiades féminines de 2016 (5,5 sur 9 au troisième échiquier), 2018 (5,5 sur 10 au premier échiquier) et 2022 (5 sur 10 au premier échiquier).
Elle joue dans l'équipe de Suisse féminine lors du championnat d'Europe d'échecs des nations en 2015 (comme échiquier de réserre), puis au premier échiquier en 2017, 2019 et 2021.